# مداخله ارتش سرخ در افغانستان (۱۹۳۰)
مداخله ارتش سرخ در افغانستان در ۱۹۳۰ یک عملیات ویژه برای از بین بردن پایگاه‌های اقتصادی باسماچی‌ها و نابودی نیروهای انسانی آن‌ها در افغانستان بود. این عملیات توسط قسمتهایی از تیپ سواره نظام ترکیبی تحت فرماندهی یاکوف ملکموکوف انجام شد.